# Don't Believe the Truth
«Don't Believe the Truth» — шостий студійний альбом Oasis, який вийшов 30 травня 2005 року. Більшість критиків і фанів групи назвали його найкращим альбомом Oasis з часів (What's the Story) Morning Glory?.
Як і всі попередні альбоми гурту, «Don't Believe the Truth» зайняв 1 місце в «UK Albums Chart» (у перший тиждень було розкуплено близько 238.000 копій) ставши 32-м за швидкістю продажів в історії Англійського хіт-параду. До 2006 року альбом став тричі платиновим. У Америці альбом добрався до 12 місця «U.S. charts», диск продавався краще за попередній Heathen Chemistry — протягом 2005 року було продано більше 200.000 копій. Альбом також став золотим в Канаді. На сьогодні альбом розійшовся по всьому світу тиражем понад 2,5 мільйона копій.
Два сингли з цього альбому, Lyla і The Importance of Being Idle стали № 1 у Великій Британії.
На підтримку альбому гурт провів свій найбільший світовий тур, відігравши протягом 10 місяців 110 концертів у 26 країнах для 1,7 мільйона глядачів.
2005 року журнал Q помістив альбом на 4 місце у свої "Записи Року".. Альбом також був номінований на премії «NME Awards» і «MTV Video Music Awards Japan».
2006 року «Radio Cidade» опублікували список 100 найкращих рок-пісень 2005 року, в якому Lyla і Let There Be Love опинилися на 34-му і на 58-му місцях відповідно.
2005 року читачі «Q Magazine» визнали сингл з альбому «The Importance of Being Idle» найкращою піснею 2005 року. Кліп на пісню отримав премію «NME Awards» в номінації «Best Video».
2006 року альбом став 24-м в списку найкращих альбомів 2005 року на думку «NME», і 3-м в списку найкращих альбомів 2005 року на думку «Q Magazine»
2008 році видання «Q Magazine» опублікувало список 50 найкращих альбомів за останні 50 років, в якому «Don't Believe the Truth» зайняв 14 місце.

## Учасники запису
- Ноел Галлахер — Гітара, Вокал, Бек-Вокал
- Вільям «Ліам» Галлахер — Вокал
- Колін «Гем» Арчер — Ритм-Гітара
- Енді Белл — Бас-Гітара
- Зак Старкі — Ударник (всюди, крім № 2)
- Террі Кіркбрайд — Ударник (тільки № 2)

## Список пісень
В дужках вказаний автор пісні.
1. «Turn Up the Sun» (Енді Белл) — 3:59
2. «Mucky Fingers» (Ноел Галлахер) — 3:56
3. «Lyla» (Ноел Галлахер) — 5:10
4. «Love Like a Bomb» (Лаям Галлахер, Гем Арчер) — 2:52
5. «The Importance of Being Idle» (Ноел Галлахер) — 3:39
6. «The Meaning of Soul» (Лаям Галлахер) — 1:42
7. «Guess God Thinks I'm Abel» (Лаям Галлахер) — 3:24
8. «Part of the Queue» (Лаям Галлахер) — 3:48
9. «Keep the Dream Alive» (Енді Белл) — 5:45
10. «A Bell Will Ring» (Гем Арчер) — 3:07
11. «Let There Be Love» (Ноел Галлахер) — 5:31

### Бонус-треки
- «Can Y'see It Now? (I Can See It Now!!)» — 4:19 (японський реліз)
- «Sittin' Here in Silence (On My Own)» — 2:00 (япнський реліз і як как бі-сайд до синглу «Let There Be Love»)
- «Pass Me Down the Wine» — 3:50 (британський Tunes Music Store реліз і як бі-сайд до синглу «The Importance of Being Idle»)
- «Eyeball Tickler» — 2:47 (британський і канадський iTunes Music Store реліз і як бі-сайд до синглу «Lyla»)